# عقوبة الأمومة
عقوبة الأمومة هو مصطلح تمت صياغته بواسطة علماء الاجتماع، حيث يزعمون أن الأمهات في أماكن العمل تتعرض إلى ضعف منهجي في الأجور وتقليل من الكفاءة ومزايا أقل مقارنة بالنساء التي ليس لديهن أطفال. تعاني الأمهات من ما يسمى بعقوبة الأجر على وجه التحديد، حيث وجدت الإحصائيات أن أجر المرأة يتقلص بمقدار 7% عن كل طفل تقوم بوالدته.
من الممكن أيضا أن تعاني من سوء تقييم في مواقع العمل، بالإشارة إلى أنهن أقل التزام بالعمل وأقل جدارة بالثقة وأدنى موثوقية مقارنة بغير الأمهات. وهذا الأمر يسبب اختلال ووتفاوت كبير في الأجور بين الأمهات وغير الأمهات، تفاوت هو الأكبر حتى من الفجوة الموجودة بين الرجال والنساء من حيث قيمة الدخل. وبالتالي تعاني الأمهات أحيانا من إعاقات خلال عملية التوظيف أو الأجر وتجربة العمل اليومية في العموم.
لا يقتصر حدوث عقوبة الأمومة على سبب واحد فقط، من الممكن أن يكون الأمر مرتبط بالعديد من النظريات أو حتى تصورات معينة موجودة في المجتمع، السبب الأبرز نوعا ما هو أن الأمر له علاقة بنظرية تسمى «نظرية طاقة العمل».
تطورت آثار عقاب الأمومة بمرور الزمن بما في ذلك ضعف الأجور والتعيينات والمنع من الترقية، ولم تظهر أي علامات على انخفاض حدوثه مع مرور الوقت. إن عقوبة الأمومة لا تظهر فقط في الولايات المتحدة، حيث تم توثيقها في أكثر من عشر دول صناعية أخرى، بما في ذلك اليابان وكوريا الجنوبية والمملكة المتحدة وبولندا وأستراليا.

## الأسباب

### فجوة الأجور
في كثير من الأحيان يكون التفسير الافتراضي لعقوبة الأمومة هو أن الإنجاب وتربية الأطفال يعطلان التعليم والتدريب في أثناء العمل. لكن مع ذلك تشير الدلائل إلى أن تباين الاختلافات التعليمية والتدريبية بين الأمهات وغير الأمهات لا يمكنها تفسير حدوث عقوبة الأمومة بالكامل.
حيث لا توجد نسبة ثابتة لحجم الفجوة في الأجور بين الأمهات وغير الأمهات داخل الولايات المتحدة، تختلف النسبة حسب الولاية والمهنة التي تعمل بها النساء، على سبيل المثال نجد أن نسبة الفجوة في الأجور منخفضة في مهن التدريس والتمريض، حيث تعتبر هذه المهن تقدم الرعاية، وبالتالي يعتبر ذلك العمل «عمل المرأة»، أما في مجال البناء تصبح الفجوة في الأجور أكثر اتساعا وتزداد الفجوة أكثر لدى النساء الأميركيات من أصول أفريقية أو النساء اللاتينيات. وإذا أصبحت النساء أمهات، فإن الفجوة في الأجور تزداد، حيث يزعم أرباب العمل أنهم يبتعدون عن العمل ويكونون عائقا للموارد والسياسات التي تتبعها شركتهم.

### الأمهات العازبات مقابل الأمهات المتزوجات
عند المقارنة بين الأمهات العازبات والأمهات المتزوجات، نجد أن الأمهات العازبات بجانب أنهم يواجهون مزيدا من الصعوبات المالية، يفتقرن أيضا إلى التواصل والدعم النفسي والاجتماعي الإيجابي في بيئة عملهم. كما تواجه الأمهات الوحيدات أيضا احتمالا لتزايد المضاعفات الصحية، وعقبات أكثر في الحفاظ على وظيفتها، حيث تزداد فرص فقدان العمل الخاص بها، بسبب مواجهتها لتحديات مثل العثور على حضانة لأطفالها ذات جودة عالية وبأسعار معقولة.

### تأثير زيادة العمر
يعتبر العمر من أحد العوامل الأساسية التي تؤثر على عقوبة الأمومة؛ حيث كشفت دراسة أن عقوبة الأمومة تزداد عند النساء كلما كان عمرهم صغير ويقل تأثيرها بزيادة السن عندما تصل الأم إلى الأربعينيات أو الخمسينيات من عمرها.
لذلك إذا اختارت الأم أن تنجب أطفالا في سن أصغر، فقد تتأثر بالعقوبة أكثر من الأمهات اللائي يخترن الانتظار فترة من الزمن حتى يرسخون وجودهم في العمل. لأنه يجب على النساء اللائي لديهن أطفال في بداية حياتهم المهنية أن يكونوا أكثر مرونة في تنظيم حياتهم، حيث يتعين عليهم فعل العديد من الأمور مثل تقليص التعليم الخاص بيهم، التركيز على قضاء المزيد من الوقت للراحة، والتنازل عن الترقيات.

### نظرية سمة الحالة
هي نظرية تقوم على تصنيف حالة القدرة على الإنجاز عند الأشخاص، مثل السمات شخصية على سبيل المثال (العرق أو الجنس أو مستوى الجمال، الخ) أو الوظيفة المتخصصة (ربة منزل أو مديرة أو المستوى التعليمي، الخ) أو الاختلافات في السلوكيات والتقييمات، وهي في النهاية «توقعات للأداء»
تربط نظرية سمة الحالة بعوامل مثل الجدارة والكفاءة في بعض الاختلافات أكثر من غيرها، وتصبح تلك العوامل بارزة أكثر عندما يعتقد أن السمات ذات صلة مباشرة بـالمهام الحالية التي يتم تنفيذها.
وفقا لهذه النظرية يتوقع الأشخاص أداء مهامهم على نحو مطلق بكفائه أكثر من أولئك الذين يتمتعون بسمات حالة أكثر قيمة، ونتيجة لذلك يتم تقييم الأشخاص الذين يتوقع منهم تقديم المزيد أداء المهام بكفاءة بشكل أكثر إيجابية ويتم منحهم المزيد من الفرص.
الفكرة الرئيسية للنظرية هي أن معايير القدرة تكون أكثر صرامة بالنسبة لأولئك الذين لديهم توقعات أداء ضعيفة أو حصولهم على سمات حالة مخفضة القيمة. منذ بدء حدوث فحص أداء للأشخاص الأقل في سمات الحالة بدقة (الامهات) حتى عندما يكون آدائهم نوعا ما مساوية لنظرائهم أصحاب التوقعات الأعلى في الأداء (غير الأمهات) يكونوا أقل عرضة للحكم على كفاءتهم في أثناء إنجازهم للمهام.
تزعم النظرية أن المعيار المستخدم لتقييم العمال متحيز بشكل منهجي لصالح المجموعات ذات سمات الحالة العالية. وإذا كانت الأمومة سمة منخفضة القيمة في مكان العمل، سيتم الحكم على الأمهات بمعايير أكثر صرامة من غير الأمهات؛ لذلك سوف يتعين عليهم تقديم دليل أكبر على كفاءتهم.